# Regionale Wachstums- und Entwicklungstheorien
Regionale Wachstums- und Entwicklungstheorien (nicht zu verwechseln mit den sich hiermit überschneidenden Entwicklungstheorien) sind ein Theoriekomplex der Wirtschaftsgeographie. Während die Standorttheorien der Frage nach Struktur des Raumes und der Lage von Unternehmen in diesem nachgehen und die  Räumlichen Mobilitätstheorien die Bewegung von Produktionsfaktoren und Gütern analysieren, ist der Gegenstand der regionalen Wachstums- und Entwicklungstheorien die Beschreibung und Erklärung des räumlich differenzierten ökonomischen Wachstums- und gesellschaftlichen Entwicklungsprozesses von Regionen und Regionssystemen. Zu ihnen gehören:
- Neoklassische Theorien
- Postkeynesianische Theorien
- Exportbasis-Theorien
- Theorien der Endogenen Entwicklung
- Polarisationstheorien
- Wirtschaftsstufentheorie
- Produktlebenszyklushypothese
- Theorien der langen Wellen